# Drosophila prostipennis
Drosophila prostipennis este o specie de muște din genul Drosophila, familia Drosophilidae, descrisă de Lin în anul 1972. Conform Catalogue of Life specia Drosophila prostipennis nu are subspecii cunoscute.